# パーゴ・デル・ヴァッロ・ディ・ラウロ
パーゴ・デル・ヴァッロ・ディ・ラウロ（伊: Pago del Vallo di Lauro）は、イタリア共和国カンパニア州アヴェッリーノ県にある、人口約1,800人の基礎自治体（コムーネ）。

## 地理

### 位置・広がり

#### 隣接コムーネ
隣接するコムーネは以下の通り。
- ドミチェッラ
- ラウロ
- マルツァーノ・ディ・ノーラ
- タウラーノ
- ヴィシャーノ (NA)